# Copris compressipennis
Copris compressipennis là một loài bọ cánh cứng trong họ Bọ hung (Scarabaeidae).